# Szczyt NATO w Brukseli 1974
Szczyt NATO w Brukseli 1974 – 2. szczyt NATO zorganizowany w Brukseli 26 czerwca 1974.
Podczas szczytu  potwierdzono założenia, cele i ideały NATO spisane 25 lat wcześniej w Waszyngtonie w ramach Traktatu północnoatlantyckiegoj.

## Postanowienia szczytu
Podczas szczytu ogólne dyskutowano o założeniach sojuszu i ich realizacji w kontekście 25. rocznicy powstania NATO. Prowadzono też nieformalne konsultacje na temat stosunków Wschód–Zachód, szczególnie w zakresie strategicznych ograniczeń broni jądrowej.

Ważną kwestią było też samookreślenie się nowo wybranych przywódców wiodących państw NATO co do prowadzenia polityki kontynuacji wspólnej polityki międzynarodowej. W okresie poprzedzającym szczyt, prezydenta Stanów Zjednoczonych Richarda Nixona zastąpił Gerald Ford, premiera Wielkiej Brytanii Edwarda Heatha – Harold Wilson, następcą prezydenta Francji Georges'a Pompidou został Valery Giscard d'Estaing, a w RFN kanclerza Willy Brandta zastąpił Helmut Schmidt.

Szczyt zaaprobował politykę dwutorowości zawartą w dokumencie Przyszłe zadania Sojuszu, zwanym zwyczajowo Raportem Harmela. Uznano, że bezpieczeństwo militarne i polityka odprężenia wzajemnie się uzupełniają, a kolektywna obrona pełni rolę czynnika stabilizującego w polityce światowej. Raport potwierdzał obronny charakter Sojuszu i eksponował potrzebę doskonalenia mechanizmów konsultacji sojuszniczych. Za nowy czynnik równowagi uznano wspólne wysiłki na rzecz polepszenia relacji ze Związkiem Radzieckim i jego sprzymierzeńcami.
Podczas szczytu szefowie rządów państw NATO podpisali Deklarację w sprawie stosunków atlantyckich. Zadeklarowali w niej, że traktat, który podpisali 25 lat wcześniej w celu ochrony swojej wolności i niepodległości, potwierdził ich wspólne oczekiwania: sojusznicy zachowali bezpieczeństwo i ochronili wartości, które były dziedzictwem ich cywilizacji i umożliwiły krajom Europy Zachodniej odbudowę po II wojnie światowej.
Potwierdzili fakt, że wspólna obrona jest jedna i niepodzielna, a zaatakowanie jednego lub kilku z nich na obszarze objętym traktatem uważa się za atak na wszystkie państwa członkowskie. Podkreślono znaczenie broni jądrowej Stanów Zjednoczonych i jej wpływ na bezpieczeństwo całego Sojuszu, a także rolę wojsk amerykańskich i kanadyjskich rozmieszczonych na kontynencie europejskim. Wspomniano o europejskich siłach zbrojnych, które zapewniają trzy czwarte konwencjonalnych sił sojuszniczych w Europie.
Podkreślono, że realizacja wspólnych celów wymaga ścisłych konsultacji, współpracy i wzajemnego zaufania. Zdecydowano o przekazywaniu sobie bieżących informacji i wzmacnianiu praktyki szczerych i terminowych konsultacji, które służą wspólnym interesom członków NATO. Zapewniono, że ich współpraca w zakresie bezpieczeństwa będzie wspierana przez harmonijne stosunki polityczne i gospodarcze. Określono, że celem członków NATO jest dążenie do współpracy z każdym krajem europejskim, a w interesie wszystkich państw leży korzystanie z postępu technicznego i gospodarczego w sprawiedliwym systemie światowym.
Uznano, że spójność Sojuszu Północnoatlantyckiego to także swobodna wymiana poglądów wśród wybranych jego przedstawicieli. Zadeklarowano poparcie dla koncepcji wzmocnienia więzi między parlamentarzystami oraz wyrażono przekonanie, że Sojusz Północnoatlantycki będzie nadal służył jako istotny element trwałego i stabilnego pokoju.